# Karl Raible
Karl Raible (* 9. Mai 1924; † 6. Dezember 2018) war ein deutscher Brauwissenschaftler. Er war Gründer und langjähriger geschäftsführender Gesellschafter der Stabifix Brauerei-Technik.
Raible dissertierte 1951 an der Technischen Hochschule München mit einem Beitrag zur biologischen Wasseranalyse in der Brauerei.
Die Urnenbeisetzung fand am 7. Januar 2019 auf dem Friedhof in Gräfelfing statt.

## Raible-Test
Der von Karl Raible erfundene und nach ihm benannte Raible-Test zur Vorhersage der Filtrierbarkeit von Bier findet auch im 21. Jahrhundert noch immer Anwendung in vielen Analyse-Laboren.
Der klassische Raible-Test verwendet Kieselgur grob (1,25 Darcy) für die Anschwemmung und Kieselgur fein (0,1 Darcy) für die laufende Dosage auf ein Drahtgewebe.
Die deutsche und internationale Brauwirtschaft wurde durch seine Arbeiten in den 1950er und 1960er Jahren zur Eiweißstabilisierung von Bier mit Hilfe von Kieselgel um ein elementares Hilfsmittel bereichert.